# Llista de topònims de Sant Sadurní d'Osormort
Llista de topònims (noms propis de lloc) del municipi de Sant Sadurní d'Osormort, a Osona
Informació actualitzada per un bot. Els canvis manuals es perdran quan s'actualitzi!

## església
| imatge | Nom                                 | Ubicat a                | instància de      | Detalls                                                      | coordenades                                                                                         | Protecció                   | Commons (més fotos)                 | Dades a WD                    |
| ------ | ----------------------------------- | ----------------------- | ----------------- | ------------------------------------------------------------ | --------------------------------------------------------------------------------------------------- | --------------------------- | ----------------------------------- | ----------------------------- |
|        | Sant Feliu de Planeses              | Sant Sadurní d'Osormort | església capella  |                                                              | 41° 55′ 26″ N, 2° 22′ 15″ E / 41.9237974542598°N,2.37080103356292°E ca:Mas la Verneda de Sant Feliu |                             | Sant Feliu de Planeses              | Modifica les dades a Wikidata |
|        | Sant Llorenç del Munt               | Sant Sadurní d'Osormort | església monestir |                                                              | 41° 55′ 25″ N, 2° 21′ 32″ E / 41.9236150030567°N,2.35898379938471°E                                 |                             |                                     | Modifica les dades a Wikidata |
|        | Sant Ponç de la Verneda             | Sant Sadurní d'Osormort | església          | Estil: arquitectura popular                                  | 41° 53′ 55″ N, 2° 21′ 34″ E / 41.89874°N,2.35949°E                                                  | bé cultural d'interès local | Sant Ponç de la Verneda             | Modifica les dades a Wikidata |
|        | església de Sant Sadurní d'Osormort | Sant Sadurní d'Osormort | església          | Anomenat per: Sadurní de Tolosa Dedicat a: Sadurní de Tolosa | 41° 54′ 07″ N, 2° 22′ 52″ E / 41.90193611°N,2.38111389°E                                            | bé cultural d'interès local | Església de Sant Sadurní d'Osormort | Modifica les dades a Wikidata |

## masia
| imatge | Nom                             | Ubicat a                | instància de     | Detalls                                                | coordenades                                                                            | Protecció                                  | Commons (més fotos)                    | Dades a WD                    |
| ------ | ------------------------------- | ----------------------- | ---------------- | ------------------------------------------------------ | -------------------------------------------------------------------------------------- | ------------------------------------------ | -------------------------------------- | ----------------------------- |
|        | Bell-lloc                       | Sant Sadurní d'Osormort | masia            |                                                        | 41° 53′ 35″ N, 2° 20′ 52″ E / 41.8930187467905°N,2.34772958299322°E                    |                                            |                                        | Modifica les dades a Wikidata |
|        | Ca l'Escloper                   | Sant Sadurní d'Osormort | masia            | Estil: arquitectura popular 18th century Estat: ruïnós | 41° 53′ 16″ N, 2° 21′ 03″ E / 41.88771°N,2.35094°E ca:Ctra. BV-5251, km 1 636 msnm     | bé cultural d'interès local                | L'Escloper                             | Modifica les dades a Wikidata |
|        | Can Crivillers                  | Sant Sadurní d'Osormort | masia            | Estil: arquitectura popular                            | 41° 55′ 15″ N, 2° 24′ 02″ E / 41.92093°N,2.40057°E                                     | bé cultural d'interès local                |                                        | Modifica les dades a Wikidata |
|        | Can Gall                        | Sant Sadurní d'Osormort | masia            | Estil: arquitectura popular                            | 41° 54′ 21″ N, 2° 22′ 00″ E / 41.9058518089079°N,2.36675736175293°E                    | bé cultural d'interès local                |                                        | Modifica les dades a Wikidata |
|        | Can Puig                        | Sant Sadurní d'Osormort | masia            | Estil: arquitectura popular                            | 41° 55′ 38″ N, 2° 23′ 06″ E / 41.92733°N,2.38504°E                                     | bé cultural d'interès local                |                                        | Modifica les dades a Wikidata |
|        | Can Torres                      | Sant Sadurní d'Osormort | masia            | Estil: arquitectura popular                            | 41° 53′ 10″ N, 2° 21′ 19″ E / 41.88621°N,2.35539°E                                     | bé cultural d'interès local                |                                        | Modifica les dades a Wikidata |
|        | Casa de Dalt                    | Sant Sadurní d'Osormort | masia            | Estil: arquitectura popular                            | 41° 53′ 26″ N, 2° 22′ 12″ E / 41.89051°N,2.3701°E                                      | bé integrant del patrimoni cultural català |                                        | Modifica les dades a Wikidata |
|        | Mas Collsameda                  | Sant Sadurní d'Osormort | masia            | Estil: arquitectura popular                            | 41° 55′ 50″ N, 2° 21′ 39″ E / 41.93047°N,2.36097°E                                     | bé integrant del patrimoni cultural català |                                        | Modifica les dades a Wikidata |
|        | Mas Romegats                    | Sant Sadurní d'Osormort | masia            | Estil: arquitectura popular                            | 41° 54′ 05″ N, 2° 20′ 23″ E / 41.90128°N,2.33983°E                                     | bé integrant del patrimoni cultural català | Mas Romegats (Sant Sadurní d'Osormort) | Modifica les dades a Wikidata |
|        | Mas Torrents del Prat           | Sant Sadurní d'Osormort | masia            | Estil: arquitectura popular                            | 41° 54′ 20″ N, 2° 21′ 02″ E / 41.90564°N,2.35053°E                                     | bé cultural d'interès local                |                                        | Modifica les dades a Wikidata |
|        | Mas de la Verneda de Sant Feliu | Sant Sadurní d'Osormort | masia casa forta | Estil: arquitectura popular 17th century               | 41° 55′ 24″ N, 2° 22′ 14″ E / 41.92347°N,2.37064°E 657 msnm                            | bé cultural d'interès local                | Mas la Verneda de Sant Feliu           | Modifica les dades a Wikidata |
|        | Mas les Planes                  | Sant Sadurní d'Osormort | masia            | Estil: arquitectura popular                            | 41° 55′ 43″ N, 2° 24′ 15″ E / 41.92851°N,2.40419°E                                     | bé cultural d'interès local                |                                        | Modifica les dades a Wikidata |
|        | Masferrer                       | Sant Sadurní d'Osormort | masia            | Estil: arquitectura barroca                            | 41° 54′ 04″ N, 2° 22′ 51″ E / 41.90119°N,2.38096°E                                     | bé cultural d'interès local                | Masferrer (Sant Sadurní d'Osormort)    | Modifica les dades a Wikidata |
|        | Miralpeix                       | Sant Sadurní d'Osormort | masia            | Estil: arquitectura popular                            | 41° 54′ 59″ N, 2° 24′ 00″ E / 41.91631°N,2.4001°E                                      | bé cultural d'interès local                |                                        | Modifica les dades a Wikidata |
|        | Montalt                         | Sant Sadurní d'Osormort | masia            | Estil: arquitectura popular 18th century               | 41° 52′ 54″ N, 2° 22′ 39″ E / 41.88163°N,2.37745°E 766 msnm                            | bé cultural d'interès local                |                                        | Modifica les dades a Wikidata |
|        | Montornès                       | Sant Sadurní d'Osormort | masia            | Estil: arquitectura popular                            | 41° 54′ 07″ N, 2° 24′ 55″ E / 41.90184°N,2.41541°E                                     | bé cultural d'interès local                |                                        | Modifica les dades a Wikidata |
|        | Rifà                            | Sant Sadurní d'Osormort | masia            | Estil: arquitectura popular 19th century               | 41° 53′ 29″ N, 2° 22′ 39″ E / 41.89139°N,2.37745°E ca:Ctra. BV-5201, km 10,5 567 msnm  | bé cultural d'interès local                | Rifà (Sant Sadurní d'Osormort)         | Modifica les dades a Wikidata |
|        | Verneda de Sant Ponç            | Sant Sadurní d'Osormort | masia            | Estil: arquitectura popular                            | 41° 53′ 50″ N, 2° 21′ 48″ E / 41.8971°N,2.36334°E                                      | bé cultural d'interès local                |                                        | Modifica les dades a Wikidata |
|        | Vila del Prat                   | Sant Sadurní d'Osormort | masia            | Estil: arquitectura popular                            | 41° 54′ 15″ N, 2° 21′ 32″ E / 41.90405°N,2.35899°E                                     | bé cultural d'interès local                |                                        | Modifica les dades a Wikidata |
|        | can Bojons de Dalt              | Sant Sadurní d'Osormort | masia            | Estil: arquitectura popular 18th century               | 41° 54′ 48″ N, 2° 23′ 24″ E / 41.91332°N,2.39006°E ca:Ctra. Vic - Sant Hilari 517 msnm | bé cultural d'interès local                | Can Bojons de Dalt                     | Modifica les dades a Wikidata |
|        | el Mas                          | Sant Sadurní d'Osormort | masia            | Estil: arquitectura popular                            | 41° 54′ 25″ N, 2° 23′ 53″ E / 41.90684°N,2.39801°E                                     | bé cultural d'interès local                |                                        | Modifica les dades a Wikidata |
|        | el Roure Gros                   | Sant Sadurní d'Osormort | masia            |                                                        | 41° 55′ 28″ N, 2° 22′ 21″ E / 41.9244546159832°N,2.37238654835616°E                    |                                            |                                        | Modifica les dades a Wikidata |
|        | el Soler                        | Sant Sadurní d'Osormort | masia            | Estil: arquitectura popular 16th century Estat: ruïnós | 41° 53′ 22″ N, 2° 21′ 59″ E / 41.88939°N,2.36644°E 637 msnm                            | bé cultural d'interès local                | El Soler (Sant Sadurní d'Osormort)     | Modifica les dades a Wikidata |
|        | l'Espluga                       | Sant Sadurní d'Osormort | masia            | Estil: arquitectura popular 19th century               | 41° 54′ 54″ N, 2° 21′ 51″ E / 41.91491°N,2.36413°E 658 msnm                            | bé cultural d'interès local                |                                        | Modifica les dades a Wikidata |
|        | l'Espluga Nova                  | Sant Sadurní d'Osormort | masia            |                                                        | 41° 55′ 12″ N, 2° 21′ 39″ E / 41.920064200266°N,2.3609275325731°E                      |                                            |                                        | Modifica les dades a Wikidata |
|        | l'Espluga Vella                 | Sant Sadurní d'Osormort | masia            |                                                        | 41° 55′ 17″ N, 2° 21′ 33″ E / 41.9215089598805°N,2.35925813557524°E                    |                                            |                                        | Modifica les dades a Wikidata |
|        | la Barraca                      | Sant Sadurní d'Osormort | masia            | Estil: arquitectura popular                            | 41° 53′ 55″ N, 2° 25′ 32″ E / 41.89851°N,2.42542°E                                     | bé cultural d'interès local                |                                        | Modifica les dades a Wikidata |
|        | la Boixeda                      | Sant Sadurní d'Osormort | masia            | Estil: arquitectura popular                            | 41° 53′ 34″ N, 2° 22′ 35″ E / 41.89283°N,2.37649°E                                     | bé cultural d'interès local                |                                        | Modifica les dades a Wikidata |
|        | la Cantina                      | Sant Sadurní d'Osormort | masia            | Estil: arquitectura popular                            | 41° 53′ 32″ N, 2° 22′ 19″ E / 41.89228°N,2.37205°E                                     | bé integrant del patrimoni cultural català |                                        | Modifica les dades a Wikidata |
|        | la Casa Nova de Mas Ferrer      | Sant Sadurní d'Osormort | masia            | Estil: arquitectura popular 19th century Estat: ruïnós | 41° 53′ 53″ N, 2° 24′ 54″ E / 41.89812°N,2.41513°E 700 msnm                            | bé cultural d'interès local                | La Casa Nova de Mas Ferrer             | Modifica les dades a Wikidata |
|        | la Casilla                      | Sant Sadurní d'Osormort | masia            |                                                        | 41° 56′ 02″ N, 2° 24′ 40″ E / 41.9338008993536°N,2.41097826422178°E                    |                                            |                                        | Modifica les dades a Wikidata |
|        | la Creu de Vernencs             | Sant Sadurní d'Osormort | masia            | Estil: arquitectura popular                            | 41° 53′ 13″ N, 2° 24′ 13″ E / 41.88685°N,2.40353°E                                     | bé cultural d'interès local                |                                        | Modifica les dades a Wikidata |
|        | la Fullaca                      | Sant Sadurní d'Osormort | masia            | Estil: arquitectura popular 18th century               | 41° 53′ 31″ N, 2° 21′ 26″ E / 41.89207°N,2.35715°E ca:Ctra. BV-5251, km 7,5 625 msnm   | bé cultural d'interès local                | La Fullaca (Sant Sadurní d'Osormort)   | Modifica les dades a Wikidata |
|        | la Pedrija                      | Sant Sadurní d'Osormort | masia            | Estil: arquitectura popular                            | 41° 53′ 16″ N, 2° 20′ 35″ E / 41.88781°N,2.34313°E                                     | bé cultural d'interès local                |                                        | Modifica les dades a Wikidata |
|        | la Teuleria de Sant Feliu       | Sant Sadurní d'Osormort | masia            |                                                        | 41° 55′ 29″ N, 2° 22′ 18″ E / 41.9246765405743°N,2.37179341210947°E                    |                                            |                                        | Modifica les dades a Wikidata |
|        | la Vinya                        | Sant Sadurní d'Osormort | masia            |                                                        | 41° 55′ 00″ N, 2° 23′ 44″ E / 41.9165719981645°N,2.39556865925978°E                    |                                            |                                        | Modifica les dades a Wikidata |
|        | les Casasses                    | Sant Sadurní d'Osormort | masia            | Estil: arquitectura popular                            | 41° 55′ 00″ N, 2° 21′ 41″ E / 41.91669°N,2.36138°E                                     | bé cultural d'interès local                |                                        | Modifica les dades a Wikidata |

## molí d'aigua
| imatge | Nom                | Ubicat a                | instància de | Detalls                                  | coordenades                                                                             | Protecció                   | Commons (més fotos) | Dades a WD                    |
| ------ | ------------------ | ----------------------- | ------------ | ---------------------------------------- | --------------------------------------------------------------------------------------- | --------------------------- | ------------------- | ----------------------------- |
|        | Molí de la Verneda | Sant Sadurní d'Osormort | molí d'aigua | Estil: arquitectura popular              | 41° 54′ 26″ N, 2° 22′ 49″ E / 41.90719°N,2.38025°E ca:Ctra. BV-5201, km 12 514 msnm     | bé cultural d'interès local | Molí de la Verneda  | Modifica les dades a Wikidata |
|        | Molí del Soler     | Sant Sadurní d'Osormort | molí d'aigua | Estil: arquitectura popular              | 41° 53′ 26″ N, 2° 22′ 15″ E / 41.89056°N,2.37084°E                                      | bé cultural d'interès local |                     | Modifica les dades a Wikidata |
|        | molí de Bojons     | Sant Sadurní d'Osormort | molí d'aigua | Estil: arquitectura popular 18th century | 41° 54′ 45″ N, 2° 23′ 22″ E / 41.912599°N,2.389325°E ca:Ctra. BV-5201, km 13,5 500 msnm | bé cultural d'interès local | Molí de Bojons      | Modifica les dades a Wikidata |

## muntanya
| imatge | Nom                                     | Ubicat a                                        | instància de | Detalls | coordenades                                                              | Protecció | Commons (més fotos) | Dades a WD                    |
| ------ | --------------------------------------- | ----------------------------------------------- | ------------ | ------- | ------------------------------------------------------------------------ | --------- | ------------------- | ----------------------------- |
|        | Cimalta                                 | Sant Sadurní d'Osormort                         | muntanya     |         | 41° 55′ 21″ N, 2° 24′ 36″ E / 41.92263333°N,2.40993611°E 637.5 msnm      |           |                     | Modifica les dades a Wikidata |
|        | Puig Cornador (Sant Sadurní d'Osormort) | Sant Sadurní d'Osormort                         | muntanya     |         | 41° 54′ 26″ N, 2° 23′ 23″ E / 41.90722222°N,2.38972222°E 859 682.7 msnm  |           |                     | Modifica les dades a Wikidata |
|        | Puig Moltó                              | Sant Julià de Vilatorta Sant Sadurní d'Osormort | muntanya     |         | 41° 53′ 57″ N, 2° 20′ 19″ E / 41.8993°N,2.33849°E ca:Romegats 803.4 msnm |           |                     | Modifica les dades a Wikidata |
|        | Puig dels Jueus                         | Sant Sadurní d'Osormort                         | muntanya     |         | 41° 55′ 39″ N, 2° 21′ 48″ E / 41.92738333°N,2.36320833°E 820.3 msnm      |           |                     | Modifica les dades a Wikidata |
|        | Puigsesllunes                           | Sant Sadurní d'Osormort                         | muntanya     |         | 41° 54′ 41″ N, 2° 24′ 19″ E / 41.91145°N,2.40528056°E 691.5 msnm         |           |                     | Modifica les dades a Wikidata |
|        | Turó de Collsapalomera                  | Sant Sadurní d'Osormort                         | muntanya     |         | 41° 53′ 52″ N, 2° 23′ 03″ E / 41.8979°N,2.38412°E 659.6 msnm             |           |                     | Modifica les dades a Wikidata |
|        | Turó de la Mina                         | Sant Sadurní d'Osormort                         | muntanya     |         | 41° 55′ 55″ N, 2° 21′ 42″ E / 41.93182778°N,2.36168056°E 819.7 msnm      |           |                     | Modifica les dades a Wikidata |
|        | Turó dels Bassots                       | Sant Sadurní d'Osormort Vilanova de Sau         | muntanya     |         | 41° 53′ 43″ N, 2° 25′ 47″ E / 41.89537222°N,2.42975278°E 966.6 msnm      |           |                     | Modifica les dades a Wikidata |

## nucli de població
| imatge | Nom                      | Ubicat a                | instància de      | Detalls | coordenades                                                         | Protecció | Commons (més fotos) | Dades a WD                    |
| ------ | ------------------------ | ----------------------- | ----------------- | ------- | ------------------------------------------------------------------- | --------- | ------------------- | ----------------------------- |
|        | Bojons                   | Sant Sadurní d'Osormort | nucli de població |         | 41° 54′ 50″ N, 2° 23′ 24″ E / 41.913917293188°N,2.3899287615904°E   |           |                     | Modifica les dades a Wikidata |
|        | la Verneda de Sant Feliu | Sant Sadurní d'Osormort | nucli de població |         | 41° 55′ 22″ N, 2° 22′ 15″ E / 41.9229065629055°N,2.37094244764387°E |           |                     | Modifica les dades a Wikidata |

## pont
| imatge | Nom                 | Ubicat a                | instància de | Detalls                      | coordenades                                          | Protecció                   | Commons (més fotos)  | Dades a WD                    |
| ------ | ------------------- | ----------------------- | ------------ | ---------------------------- | ---------------------------------------------------- | --------------------------- | -------------------- | ----------------------------- |
|        | Pont de Bojons      | Sant Sadurní d'Osormort | pont         | Estil: arquitectura romànica | 41° 54′ 45″ N, 2° 23′ 23″ E / 41.91247°N,2.3896°E    | bé cultural d'interès local | Pont de Bojons       | Modifica les dades a Wikidata |
|        | Viaducte d'Osormort | Sant Sadurní d'Osormort | pont         | Hi passa: Eix Transversal    | 41° 53′ 40″ N, 2° 22′ 31″ E / 41.894524°N,2.375184°E |                             | Viaducto de Osormort | Modifica les dades a Wikidata |

## serra
| imatge | Nom                                    | Ubicat a                                        | instància de | Detalls | coordenades                                                         | Protecció | Commons (més fotos) | Dades a WD                    |
| ------ | -------------------------------------- | ----------------------------------------------- | ------------ | ------- | ------------------------------------------------------------------- | --------- | ------------------- | ----------------------------- |
|        | Carena de Vernencs                     | Espinelves Sant Sadurní d'Osormort              | serra        |         | 41° 53′ 38″ N, 2° 24′ 03″ E / 41.8938°N,2.40074°E 805.6 msnm        |           |                     | Modifica les dades a Wikidata |
|        | Serra Morena (Sant Sadurní d'Osormort) | Sant Sadurní d'Osormort                         | serra        |         | 41° 52′ 20″ N, 2° 22′ 37″ E / 41.87235278°N,2.37688333°E 881.6 msnm |           |                     | Modifica les dades a Wikidata |
|        | serra del Mercadell                    | Sant Sadurní d'Osormort                         | serra        |         | 41° 53′ 24″ N, 2° 23′ 28″ E / 41.8899°N,2.39113°E                   |           |                     | Modifica les dades a Wikidata |
|        | serrat Rodó                            | Sant Julià de Vilatorta Sant Sadurní d'Osormort | serra        |         | 41° 54′ 19″ N, 2° 20′ 26″ E / 41.90514722°N,2.34065°E 813.8 msnm    |           |                     | Modifica les dades a Wikidata |

## túnel
| imatge | Nom               | Ubicat a                | instància de | Detalls | coordenades                                                         | Protecció | Commons (més fotos) | Dades a WD                    |
| ------ | ----------------- | ----------------------- | ------------ | ------- | ------------------------------------------------------------------- | --------- | ------------------- | ----------------------------- |
|        | Túnel de Romegats | Sant Sadurní d'Osormort | túnel        |         | 41° 54′ 03″ N, 2° 20′ 25″ E / 41.9007495406699°N,2.34036913401747°E |           |                     | Modifica les dades a Wikidata |
|        | Túnel del Buc     | Sant Sadurní d'Osormort | túnel        |         | 41° 52′ 59″ N, 2° 23′ 29″ E / 41.8829727518093°N,2.39140186731825°E |           |                     | Modifica les dades a Wikidata |
|        | la Mina           | Sant Sadurní d'Osormort | túnel        |         | 41° 55′ 59″ N, 2° 21′ 51″ E / 41.9330291900916°N,2.36423301163309°E |           |                     | Modifica les dades a Wikidata |

## Misc
| imatge | Nom                                      | Ubicat a                | instància de                                                                   | Detalls                                    | coordenades                                                                           | Protecció                                            | Commons (més fotos)                        | Dades a WD                    |
| ------ | ---------------------------------------- | ----------------------- | ------------------------------------------------------------------------------ | ------------------------------------------ | ------------------------------------------------------------------------------------- | ---------------------------------------------------- | ------------------------------------------ | ----------------------------- |
|        | Casa de la Vila                          | Sant Sadurní d'Osormort | casa consistorial                                                              | Estil: arquitectura eclèctica 20th century | 41° 54′ 11″ N, 2° 22′ 53″ E / 41.90319°N,2.38146°E ca:Ctra. BV-5201, km 11,5 523 msnm | bé integrant del patrimoni cultural català           | Casa de la Vila de Sant Sadurní d'Osormort | Modifica les dades a Wikidata |
|        | Castell de Meda                          | Sant Sadurní d'Osormort | castell                                                                        | Estil: arquitectura popular                | 41° 55′ 39″ N, 2° 21′ 48″ E / 41.927432°N,2.363222°E 820 msnm                         | bé d'interès cultural bé cultural d'interès nacional | Castell de Meda                            | Modifica les dades a Wikidata |
|        | Forn de calç de la Verneda de Sant Feliu | Sant Sadurní d'Osormort | forn de calç                                                                   | Estil: arquitectura popular                |                                                                                       | bé integrant del patrimoni cultural català           |                                            | Modifica les dades a Wikidata |
|        | Pedrera de les Ubredes                   | Sant Sadurní d'Osormort | pedrera                                                                        |                                            | 41° 54′ 46″ N, 2° 23′ 56″ E / 41.9126538384445°N,2.3989578001783°E                    |                                                      |                                            | Modifica les dades a Wikidata |
|        | Sant Sadurní d'Osormort                  | Sant Sadurní d'Osormort | entitat singular de població capital municipal ens local històric de Catalunya | 85 hab                                     | 41° 54′ 13″ N, 2° 22′ 57″ E / 41.90361111111111°N,2.3825°E                            |                                                      |                                            | Modifica les dades a Wikidata |
|        | cova de les Monges                       | Sant Sadurní d'Osormort | cova                                                                           |                                            | 41° 55′ 26″ N, 2° 21′ 45″ E / 41.9238953197971°N,2.36241817417963°E                   |                                                      |                                            | Modifica les dades a Wikidata |